# Сифакис, Иосиф
Иосиф Сифакис (греч. Ιωσήφ Σηφάκης, фр. Joseph Sifakis; род. 1946 год, Ираклион, Греция) — французский учёный греческого происхождения в области теории вычислительных систем, лауреат премии Тьюринга.
Член Французской академии наук (2011), иностранный член Китайской академии наук (2019).

## Биография
Сифакис родился в 1946 году в Ираклионе, административном центре греческого острова Крита. Получил электротехническое образование в Афинском национальном техническом университете, затем переехал во Францию, где учился на факультете информатики университета Жозефа Фурье, получая стипендию, и приобрёл степень доктора наук. В 1976 году принял французское гражданство. В настоящее время Сифакис работает в исследовательской лаборатории VERIMAG при Национальном центре научных исследований Франции недалеко от Гренобля, которую он основал и которой руководил с 1993 по 2006 год.
Награждён в 2007 году вместе с Эдмундом Кларком и Алленом Эмерсоном премией Тьюринга за вклад в развитие теории проверки моделей.

## Награды
- 2001 — Серебряная медаль Национального центра научных исследований
- 2007 — Премия Тьюринга вместе с Кларком и Эмерсоном за их роль в развитии проверки моделей — высоко эффективную технику верификации программ, широко применяемую при разработке как программного так и аппаратного обеспечения[6][7]